# Acts of Vengeance
«Акты возмездия» (англ. Acts of Vengeance) — сюжет-кроссовер, проходивший в нескольких комиксах, издаваемых Marvel Comics с декабря 1989 по февраль 1990. Хотя затронута была почти каждая издаваемая в то время серия Marvel Comics, основной сюжет происходил в комиксах о Мстителях и лишь изредка упоминался в других.

## Сюжет
Некий незнакомец (замаскированный асгардский бог Локи) собирает группу крупных суперзлодеев, чтобы, объединив усилия в заговоре, уничтожить команду супергероев Мстителей. Локи стремится отомстить своему приёмному брату Тору и, к тому же, разозлён, что невольно стал причиной создания команды. В команду суперзлодеев входят Кингпин, Чародей, Доктор Дум, Красный Череп, Магнето и Мандарин. Локи также пытается завербовать Апокалипсиса, Кобру  и Безумного Мыслителя, но все они отказываются. Локи делает аналогичное предложение Нэмору-Подводнику, но тот отвергает его, заявив, что он не злодей.
Чтобы помочь главным злодеям, Локи устраивает побег из тюрьмы «Сейф». Затем более мелких злодеев направляют на героев (главным образом, Мстителей), которые никогда раньше с ними не сражались, теоретически незнакомство должно сработать в пользу злодеев.
Армия роботов доктора Дума уничтожает штаб-квартиру Мстителей Гидро-базу. Локи освобождает из тюрьмы Джаггернаута, который успешно атакует Тора, но тому на помощь приходит новая команда молодых супергероев «Новые Воины». Человек-паук обретает силы Капитан Вселенная. В правительстве предлагается ввести Закон о регистрации супергероев, но Рид Ричардс, в конце концов, убеждает Конгресс проголосовать против него.
План, в конечном счёте, проваливается, так как главные злодеи не могут сотрудничать, препираются друг с другом, а герои побеждают их пешек. Магнето, который в детстве был узником концлагеря, нападает на Красного Черепа из-за участия последнего в преступлениях нацистов и погребает его заживо. Раздражённый Локи разоблачается и берёт в плен Красного Черепа (на самом деле робота ), Мандарина и Волшебника, однако Кингпин сбегает, а Дум, как оказывается, использовал Думбота (Магнето не присутствовал). Мстители выслеживают группу и побеждают злодеев, и Тор заставляет Локи бежать в их родной Асгард.
Локи совершает последний акт злодейства и создаёт робота Три-Стража, чтобы уничтожить Нью-Йорк. Однако робота останавливает Человек-паук, полностью осознавший, что его избрала Загадочная Сила/Все-Сила, сущность Капитана Вселенной.

## Список выпусков кроссовера
- Alpha Flight № 79—80
- Amazing Spider-Man № 326—328, 329 (последствия)
- Avengers № 311—313
- Avengers Annual № 19 (эпилог)
- Avengers Spotlight № 26—29
- Avengers West Coast № 53—55
- Captain America № 365—367
- Damage Control том 2 № 1—4
- Daredevil № 275—276
- Doctor Strange, Sorcerer Supreme № 11—13
- Fantastic Four № 334—336
- Incredible Hulk том 2 № 363
- Iron Man № 251—252
- Marc Spector: Moon Knight № 8—10
- Mutant Misadventures of Cloak and Dagger № 8 (пролог), 9
- New Mutants № 84—86
- Power Pack № 53
- Punisher том 2 № 28—29
- Punisher War Journal № 12—13
- Quasar № 5—6
- Spectacular Spider-Man № 158—160
- Thor № 410 (пролог), 411—412
- Uncanny X-Men № 256—258
- Web Of Spider-Man № 59—61, 64—65 (последствия)
- Wolverine том 2 № 19—20
- X-Factor № 50